# Elbe-Elster-Fernsehen

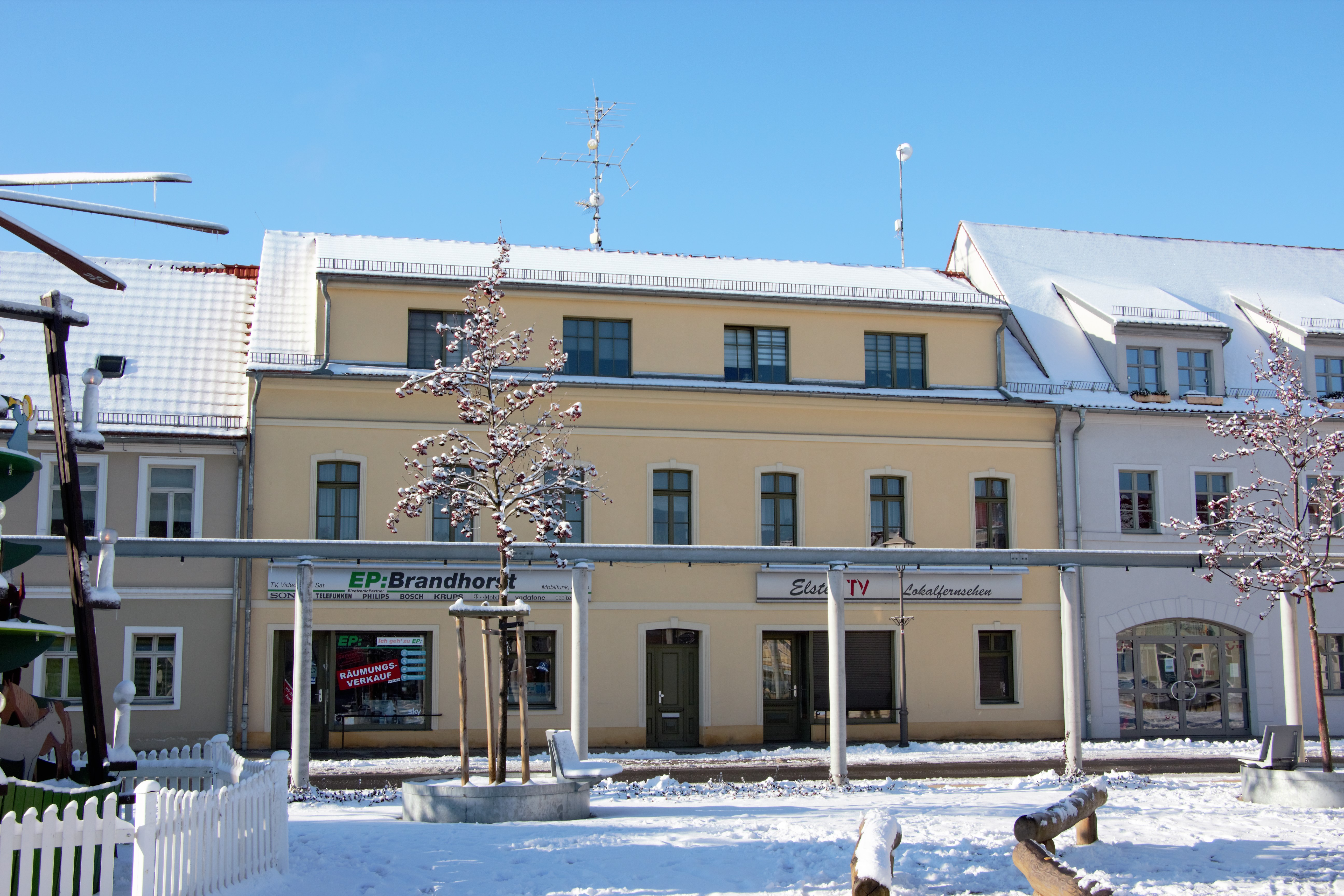
Einstiger Sitz des Elbe-Elster-Fernsehens

Das Elbe-Elster-Fernsehen (EEF) war ein privater lokaler Informationsfernsehsender im Landkreis Elbe-Elster. Programmveranstalter war die ETV – Medienservice und Vertriebs GmbH mit Sitz in Elsterwerda, wo sich auch das Studio und die Redaktionsräume befanden.

## Geschichte
Eine Lizenz bei der zuständigen Medienanstalt Berlin-Brandenburg (MABB) wurde unter dem provisorischen Namen „Stadtfernsehen Elsterwerda“ beantragt und danach unter dem Namen „Elster TV – Lokalfernsehen Elsterwerda“ vorbereitet. Das Programm ging im September 1996 als ElsterTV mit wöchentlichen Programmschleifen lokal auf Sendung. Später wurde das Sendegebiet auf den Altkreis Bad Liebenwerda ausgeweitet. Mehrere Kabel-Kopfstationen wurden wöchentlich mit Beiträgen versorgt, die jeweils auf SVHS-Videokassetten in einer Endlosschleife wiederholt wurden.
1999 entstand die erste Jugendsendung „Knaartz TV“, die regelmäßig von der Indie-Pop-Band Virginia Jetzt! gestaltet wurde. Ihr erstes Video entstand hier. Im Jahr 2000 wurde die heutige Veranstalter-GmbH gegründet. Seit ca. 2004 wurden verstärkt Programmformate mit Service- und Unterhaltungscharakter eingeführt, einige davon in Kooperation mit anderen regionalen Fernsehsendern. Seit 2006 sind auf der Homepage des Senders einzelne Beiträge als Video on Demand verfügbar.
Von Oktober 2009 bis Frühjahr 2011 wurde mit den „Rundschau-Nachrichten“ die erste tagesaktuelle Nachrichtensendung produziert, als Gemeinschaftsproduktion zusammen mit der Lausitzer Rundschau. Die Umbenennung des Senders am 4. Dezember 2009 unter dem heutigen Namen geschah im Rahmen der Ausweitung des Sendegebiets auf fast den gesamten Landkreis. Im Mai 2013 wurde es mit der Einstellung von CityTV erneut um die Kabelnetze von Herzberg und Schönewalde ausgeweitet. Im September 2013 bekam der Sender einen Programmplatz auf der gemeinsamen Satellitenplattform BB-MV-LokalTV der Medienanstalten von Mecklenburg-Vorpommern und Berlin-Brandenburg.
Zum Jahreswechsel 2020/21 wurde der Sender von Lausitzwelle übernommen. Elbe-Elster-Fernsehen behielt dabei vorerst seinen Namen und sein Regionalprogramm.

## Programm
Schwerpunkt des Programms sind Berichte aus dem Sendegebiet. Hauptsendung ist das 30-minütige „Elbe-Elster Journal“. Es wird deckungsgleich mit den Sendezeiten des „EEF-Programmfensters“ beim Satellitenkanal BB-MV-LokalTV dreimal wöchentlich ausgestrahlt. Daneben werden das Jugendmagazin „BubbleGumTV“ und eine Bildschirmzeitung mit Veranstaltungstipps und Kleinanzeigen produziert sowie in unregelmäßigen Abständen Magazinsendungen mit Schwerpunktthemen. Von Riesa TV wird das „Mittelsachsen-Journal“ übernommen.
Einen besonderen Schwerpunkt der Berichterstattung sieht der Sender in der täglichen Berichterstattung zu Großereignissen über die ganze Dauer hinweg, wie etwa einem mehrtägigen Großbrand im damaligen VÖWA-Plattenwerk in Elsterwerda-Biehla oder dem Elsterhochwasser 2010, was für das kleine Redaktionsteam nach eigener Darstellung eine verhältnismäßig große Herausforderung gewesen sei.

## Empfang
Das Programm war im Landkreis Elbe-Elster in den örtlichen Kabelnetzen zu empfangen. Hinzu kam der Satellitenplatz bei Brandenburg lokal-TV (Dienstag 17:30 Uhr, Donnerstag 21:00 Uhr und Sonnabend 19:30 Uhr). Im Internet ist der Sender über die Homepage des Anbieters oder über HbbTV als Livestream und mit einer Mediathek verfügbar.